# Raodiplosis orientalis
Raodiplosis orientalis är en tvåvingeart som beskrevs av Ephraim Porter Felt 1920. Raodiplosis orientalis ingår i släktet Raodiplosis och familjen gallmyggor.
Artens utbredningsområde är Myanmar. Inga underarter finns listade i Catalogue of Life.